# Rugby a 15 nel 2010

## Attività internazionale

### Tornei per nazioni
| Torneo               | Vincitore      |
| Sei Nazioni          | Francia        |
| Tri Nations          | Nuova Zelanda  |
| Camp. Europeo        | Romania        |
| Sudamericano A       | Argentina A    |
| Sudamericano B       | Perù           |
| Coppa d'Africa       |                |
| CAR Trophy           |                |
| CAR development      |                |
| Asian Five Nations   | Giappone       |
| Churchill Cup        | England Saxons |
| Pacific Nations Cup  | Samoa          |
| IRB Nations Cup 2010 | Namibia        |
| Oceania Cup          |                |
| -------------------- | -------------- |

### Test di fine anno
"Autumn International" è il modo con cui nell'emisfero nord si indica l'insieme delle tournée delle nazionali di rugby a 15 dell'emisfero nord in Europa nel mese di novembre.

### Altri test
Al di fuori dei periodi canonici, si sono disputati vari test e tour.
| Mönchengladbach 3 aprile 2010 | British Army    | 26 – 10 | Belgio B | \| Arbitro: \| Philippe Verzin \| |
| Arbitro:                      | Philippe Verzin |         |          |                                   |

| Kaipedia 3 aprile 2010 | Lituania | 51 – 12 | Lettonia |  |

| Copenaghen 4 aprile 2010 | Danimarca | 15 – 37 | Svezia |  |

| Tunisia 4 aprile 2010 | Tunisia | 25 – 22 | Arabian Gulf |  |

| Valmeria 10 aprile 2010 | Lettonia | 3 – 41 | Lituania |  |

| Bruxelles 17 aprile 2010 | Belgio          | 12 – 15 | Welsh College | BUC St.Josse\| Arbitro: \| Philippe Verzin \| |
| Arbitro:                 | Philippe Verzin |         |               |                                               |

| Grand Cayman 1º maggio 2010 | Isole Cayman | 15 – 26 | Bermuda |  |

| Bridgetown 8 maggio 2010 | Barbados XV | 26 – 17 | Isole Vergini Britanniche |  |

| Dubai 14 maggio 2010 | Libano | 27 – 8 | Giordania |  |

| Vientiane 15 maggio 2010 | Laos | 16 – 14 | Cambogia |  |

| Nairobi 12 giugno 2010 | Kenya | 11 – 10 | Zimbabwe |  |

### I Barbarians
La Selezione dei Barbarians ha disputato i seguenti match:
| Bedford 2 marzo 2010 | Bedford Blues | 50 – 14 | Barbarians |  |

| Londra 30 maggio 2010 | Inghilterra XV | 35 – 26                                                                          | Barbarians | Twickenham |
| \| \| \| \| \| mete: Haskell 13', Hape 23' Foden 36', Tindall 45' trasf.: Hodgson 14', 24', Barkley 45' c.p.: Hgdson 8' 10' Barkley 80' \| Marcatori \| mete: Sackey 34', 75', D Smith 55', Johnston 64' trasf.: Elissalde 35', 57', 76' \| |                |                                                                                  |            |            |
| |                |                                                                                  |            |            |
| mete: Haskell 13', Hape 23' Foden 36', Tindall 45' trasf.: Hodgson 14', 24', Barkley 45' c.p.: Hgdson 8' 10' Barkley 80' | Marcatori      | mete: Sackey 34', 75', D Smith 55', Johnston 64' trasf.: Elissalde 35', 57', 76' |            |            |

| Limerick 4 giugno 2010 | Irlanda XV | 23 – 29                                                                                           | Barbarians | Thomond Park |
| \| \| \| \| \| mete: Ronan 40' Bucley 59' trasf.: O' Gara 40' 60' c.p.: O' Gara 19' 46' 63' \| Marcatori \| mete: Rush 33' , G.Smith 37' Heymans 47' trasf.: James 37' c.p.: James 11' 17' 29', Elissalde 56' \| |            |                                                                                                   |            |              |
| |            |                                                                                                   |            |              |
| mete: Ronan 40' Bucley 59' trasf.: O' Gara 40' 60' c.p.: O' Gara 19' 46' 63' | Marcatori  | mete: Rush 33' , G.Smith 37' Heymans 47' trasf.: James 37' c.p.: James 11' 17' 29', Elissalde 56' |            |              |

## Competizioni internazionali di club o selezioni
|  | Super 14                    | Bulls           |
|  | Heineken Cup                | Tolosa          |
|  | European Challenge Cup      | Cardiff Blues   |
|  | Celtic League               | Ospreys         |
|  | British and Irish Cup       | Cornish Pirates |
|  | Americas Rugby Championship |                 |
|  | Pacific Rugby Cup           |                 |
|  | Yellow Sea Cup              |                 |

## Competizioni nazionali

### Africa
| Sudafrica | Currie Cup | Natal Sharks |

### Americhe
| Argentina   | Nacional de Clubes    |                      |
|             | Interprovinciale      |                      |
|             | Camp. di Buenos Aires |                      |
| Brasile     | Campionato            | São José Rugby Clube |
|             | Coppa                 | Farrapos Rugby Clube |
| Stati Uniti | Superleague           | NYAC                 |

### Asia
| Giappone | All Japan  |  |
| Giappone | Top League |  |
| Giappone | Coppa      |  |

### Europa
| Inghilterra (bandiera) | Coppa Anglo-Gallese     | Northampton Saints |
| Irlanda                | AIB League              | Cork Constitution  |
| Galles                 | Campionato              | Neath RFC          |
| Galles                 | Coppa                   | Llanelli RFC       |
| Inghilterra            | Campionato per Club     | Leicester          |
| Inghilterra            | Campionato RFU          | Exeter             |
| Inghilterra            | Campionato delle Contee | Lancashire         |
| Francia                | Campionato              | Clermont           |
| Italia                 | Coppa                   | Benetton Treviso   |
| Italia                 | Campionato              | Benetton Treviso   |
| Scozia                 | Campionato              |                    |
| Belgio                 | Coppa                   |                    |
| Belgio                 | Elite League            |                    |
| Rep. Ceca              | CSR Cup                 |                    |
| Rep. Ceca              | KB Cup                  |                    |
| Finlandia              | Campionato              |                    |
| Georgia                | Campionato              |                    |
| Georgia                | Coppa                   | Lelo Tbilisi       |
| Germania               | Bundesliga              |                    |
| Germania               | DRV Pokal               | SC 1880 Frankfurt  |
| Polonia                | Campionato              |                    |
| Portogallo             | Campionato              |                    |
| Portogallo             | Coppa                   |                    |
| Romania                | Campionato              |                    |
| Russia                 | Campionato              |                    |
| Spagna                 | Spagna (Copa del Rey)   |                    |
| Spagna                 | Campionato              |                    |
| Svezia                 | Campionato              |                    |

### Oceania
| Australia            | Nazionale per club     |                                   |
| Nuovo Galles del Sud | Shute Shield           |                                   |
| Queensland           | Premier Rugby          |                                   |
| A.C.T.               | ACTRU Premier Division |                                   |
| Figi                 | Colonial Cup           |                                   |
| Nuova Zelanda        | ITM Cup                |                                   |
| Nuova Zelanda        | Ranfurly Shield        | Southland detentore da 22/10/2009 |